# Garde Islands
Garde Islands (65°51′S 66°22′V / 65.850°S 66.367°V)  er en lille ubeboet øgruppe, der ligger 5 sømil (9 km) vest-nordvest for Lively Point, ud for den sydvestlige side af Renaud Island på Biscoe Islands og øst for den Antarktiske halvø. Øerne blev første gang nøjagtigt vist på et argentinsk regeringskort fra 1957 og blev navngivet af UK Antarctic Place-Names Committee i 1959 efter Thomas Vilhelm Garde, en dansk oceanograf, der i 1899 indledte et internationalt projekt med at kortlægge havis.